# Danh sách sân bay tại Niger
Dưới đây là danh sách sân bay tại Niger, được sắp xếp theo vị trí.

## Sân bay
Tên in đậm cho biết sân bay có các chuyến bay thương mại theo lịch.
| City served  | ICAO | IATA | Airport name                 |
| ------------ | ---- | ---- | ---------------------------- |
| Agadez       | DRZA | AJY  | Sân bay quốc tế Mano Dayak   |
| Arlit        | DRZL | RLT  | Sân bay Arlit                |
| Diffa        | DRZF |      | Sân bay Diffa                |
| Dirkou       | DRZD |      | Sân bay Dirkou               |
| Dogondoutchi | DRRC |      | Sân bay Dogondoutchi         |
| Dosso        | DRRD |      | Sân bay Dosso                |
| Gaya         | DRRG |      | Sân bay Gaya                 |
| Goure        | DRZG |      | Sân bay Goure                |
| Iferouane    | DRZI |      | Sân bay Iferouane            |
| La Tapoa     | DRRP |      | Sân bay La Tapoa             |
| Maine-Soroa  | DRZM |      | Sân bay Maine-Soroa          |
| Maradi       | DRRM | MFQ  | Sân bay Maradi               |
| Niamey       | DRRN | NIM  | Sân bay quốc tế Diori Hamani |
| Ouallam      | DRRU |      | Sân bay Ouallam              |
| Tahoua       | DRRT | THZ  | Sân bay Tahoua               |
| Téra         | DRRE |      | Téra Airport                 |
| Tessaoua     | DRRA |      | Tessaoua Airport             |
| Tillabéri    | DRRL |      | Sân bay Tillabéri            |
| Tillia       | DRRZ |      | Sân bay Tillia               |
| Zinder       | DRZR | ZND  | Sân bay quốc tế Zinder       |